# Maikainita
La maikainita és un mineral de la classe dels sulfurs. Rep el nom de la seva localitat tipus, el dipòsit d'or de Maikain, al Kazakhstan.

## Característiques
La maikainita és una sulfosal de fórmula química Cu₂₀(Fe‚Cu)₆Mo₂Ge₆S₃₂. Va ser aprovada com a espècie vàlida per l'Associació Mineralògica Internacional l'any 2003, sent publicada per primera vegada el mateix any. La seva duresa a l'escala de Mohs és 4.
Segons la classificació de Nickel-Strunz, la maikainita pertany a «02.CB - Sulfurs metàl·lics, M:S = 1:1 (i similars), amb Zn, Fe, Cu, Ag, etc.» juntament amb els següents minerals: coloradoïta, hawleyita, metacinabri, polhemusita, sakuraiïta, esfalerita, stil·leïta, tiemannita, rudashevskyita, calcopirita, eskebornita, gal·lita, haycockita, lenaïta, mooihoekita, putoranita, roquesita, talnakhita, laforêtita, černýita, ferrokesterita, hocartita, idaïta, kesterita, kuramita, mohita, pirquitasita, estannita, estannoidita, velikita, chatkalita, mawsonita, colusita, germanita, germanocolusita, nekrasovita, estibiocolusita, ovamboïta, hemusita, kiddcreekita, polkovicita, renierita, vinciennita, morozeviczita, catamarcaïta, lautita, cadmoselita, greenockita, wurtzita, rambergita, buseckita, cubanita, isocubanita, picotpaulita, raguinita, argentopirita, sternbergita, sulvanita, vulcanita, empressita i muthmannita.

## Formació i jaciments
Va ser descoberta al dipòsit d'or de Maikain, a la localitat de Bayanaul, dins la província de Pavlodar (Kazakhstan). També ha estat descrita a la mina Tsumeb, a la regió d'Oshikoto (Namíbia). Aquests dos indrets són els únics de tot el planeta on ha estat descrita aquesta espècie mineral.